# Jüdischer Friedhof (Carlsberg)
Der Jüdische Friedhof Carlsberg ist ein jüdischer Friedhof in Carlsberg, einer Ortsgemeinde in der Verbandsgemeinde Leiningerland im Landkreis Bad Dürkheim in Rheinland-Pfalz. Der 340 m² große Friedhof, der in einem Waldgebiet zwischen Carlsberg und Altleiningen liegt, wurde von 1861 bis zum Anfang des 20. Jahrhunderts belegt. Es sind nur wenige Grabsteine erhalten. Der Friedhof ist ein geschütztes Kulturdenkmal.